# Anisodes albiorbata
Anisodes albiorbata là một loài bướm đêm trong họ Geometridae.